# Narva maantee
Narva maantee, på svenska ungefär Narvavägen eller Narva landsväg, är i västra ändan en huvudgata i Tallinn och längre österut en utfartsväg mot Narva. Narva maantee går mellan Virutorget i det centrala distriktet Kesklinn och förorten Lasnamäe i östra Tallinn.
På Narva maantees västra del trafikeras en kort sträcka mellan Virutorget förbi Hobujaamagatan till Maneežigatan av Tallinns alla fyra spårvagnslinjer. Spårvagnslinjerna 1 och 3 följer gatan ytterligare en kort sträcka till Kadriorg.

## Historik
Den vägsträckning som nu är Narva maantee började vid Ryska marknaden utanför Viru-stadsporten. Vid mitten av 1700-talet hette vägen Wierscher Weg och vid början av 1800-talet Wesenbergsche Strasse och senare Narvsche Strasse, St. Peterburgsche Strasse eller Peterburg samt Katharinenthalsche Strasse. 
I västra ändan av Narva maantee, på platsen för nuvarande Viru Hotell, fanns tidigare Tallinns konstmuseum, som förstördes vid bombningar i mars 1944.

## Byggnader och anläggningar vid Narva maantee
- Tallinns frivilliga brandkårs stationshus
- Alexandergymnasiet
- Tallinns huvudpostkontor
- Viru hotell
- Viru Keskus
- Tallinna Ülikool (Tallinns universitet)
- Tallinns metodistkyrka
- Kadriorgparken
- Russalkamonumentet
- Sångarfältet
- Jungfru Marias obefläckade avelses ikons kyrka  i Lasnamäe

## Bilder

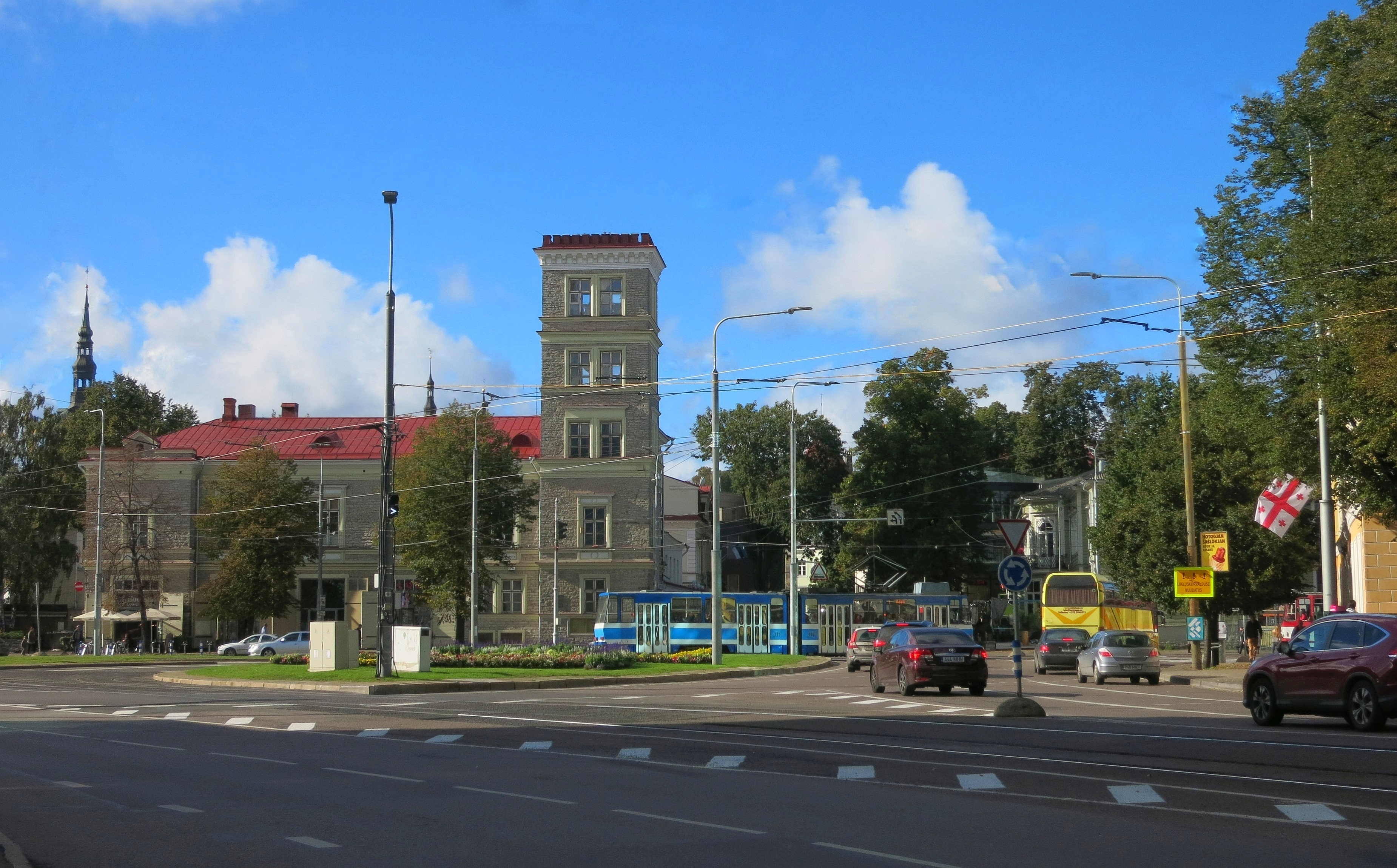
Tallinns frivilliga brandkårs stationshus vid Virutorget som fond i Narvavägens västra ända
Alexandergymnasiet, 1800-talet
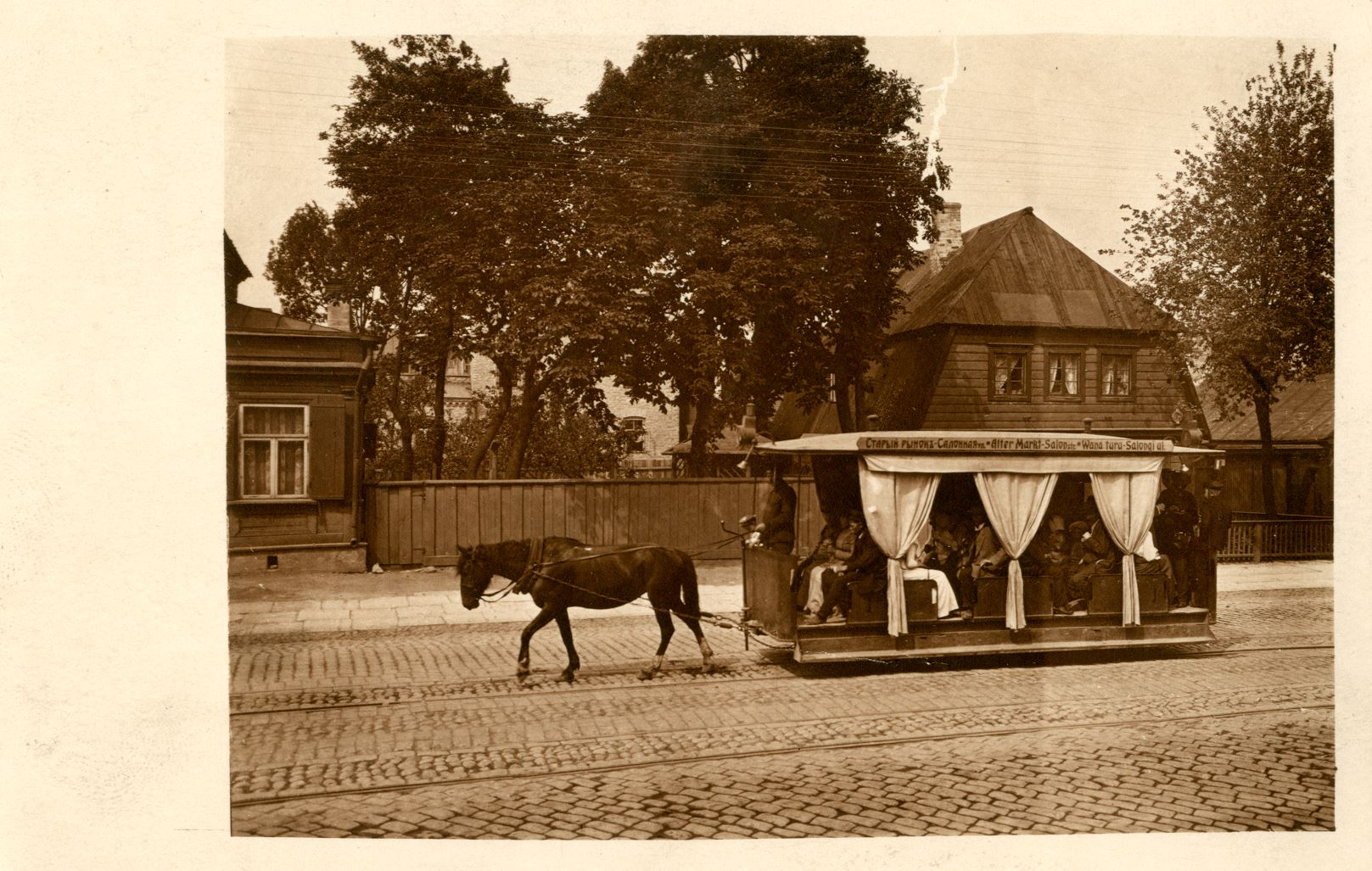
Hästspårvagn på Narvavägen
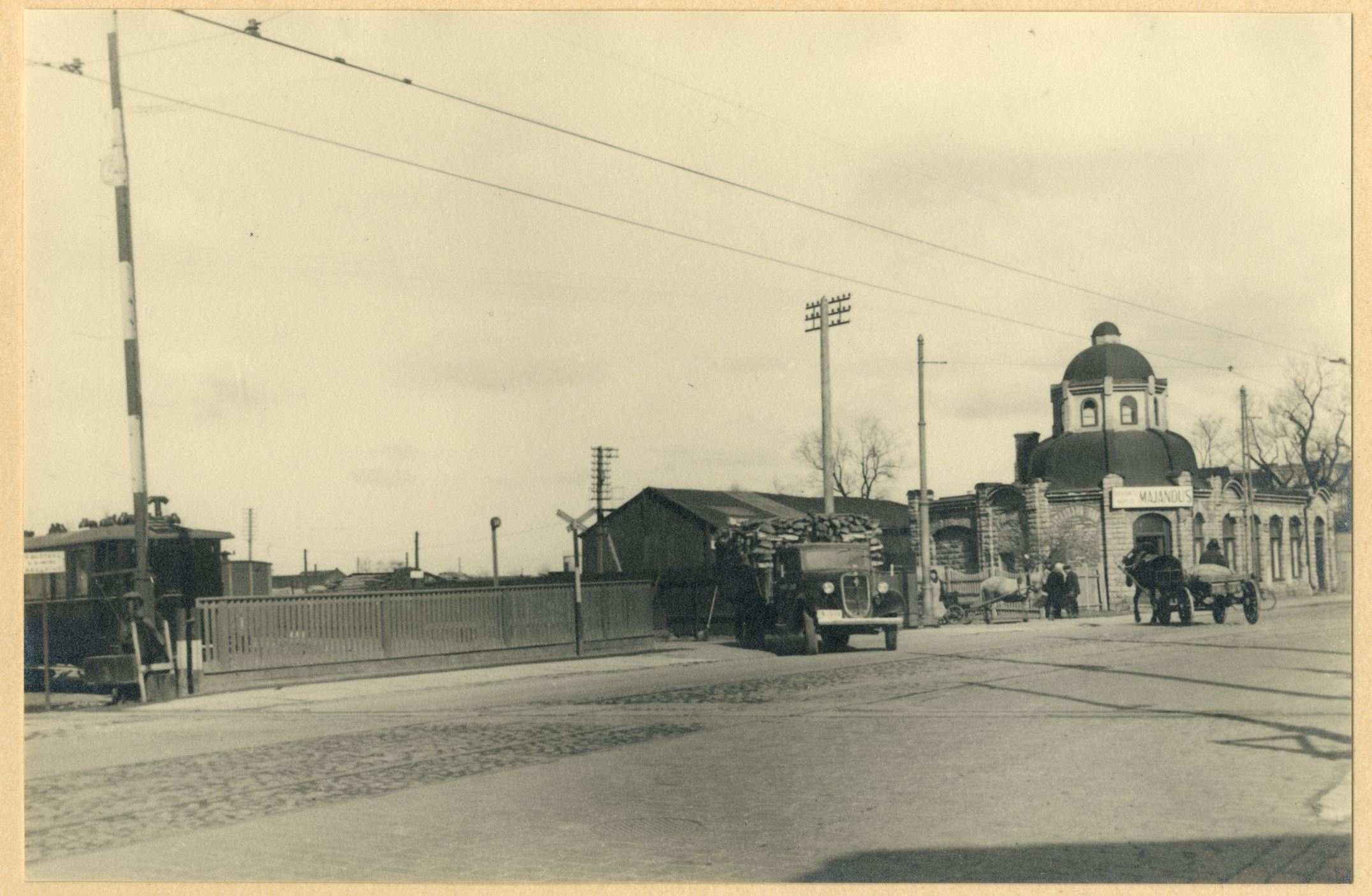
Korsningen med Petroleumgatan, 1930-talet
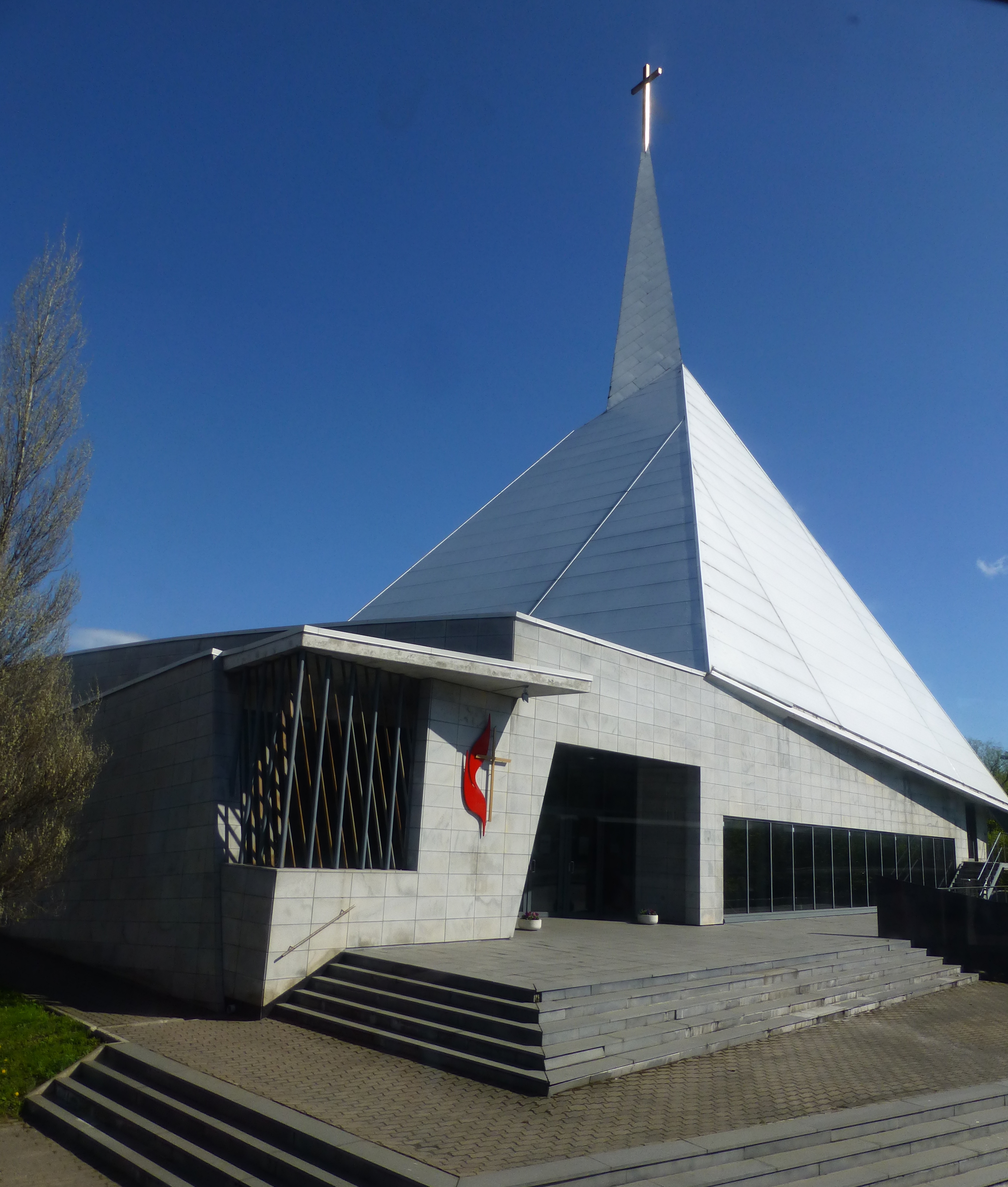
Tallinns metodistkyrka
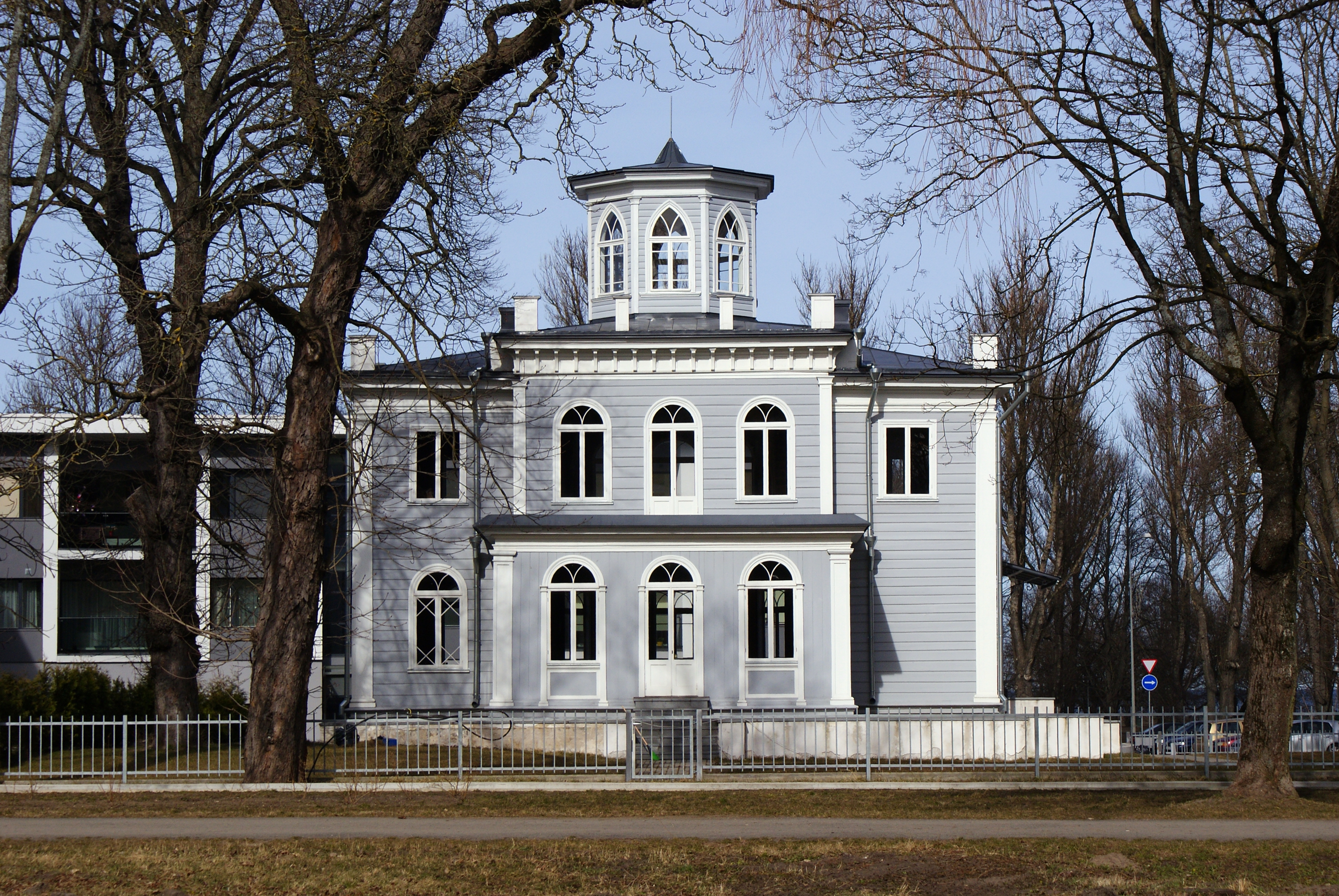
Villa Mon Repos
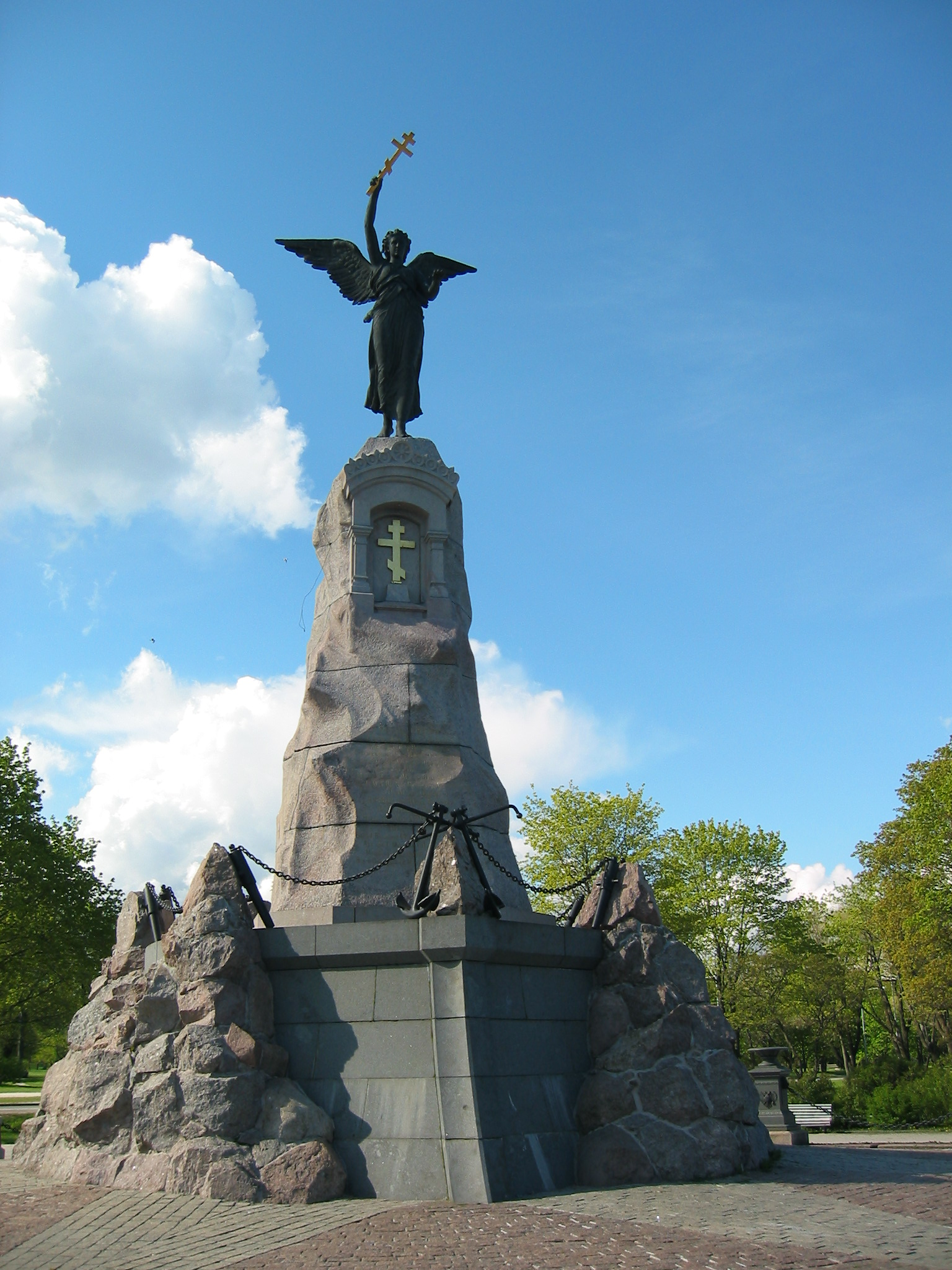
Russalkamonumentet
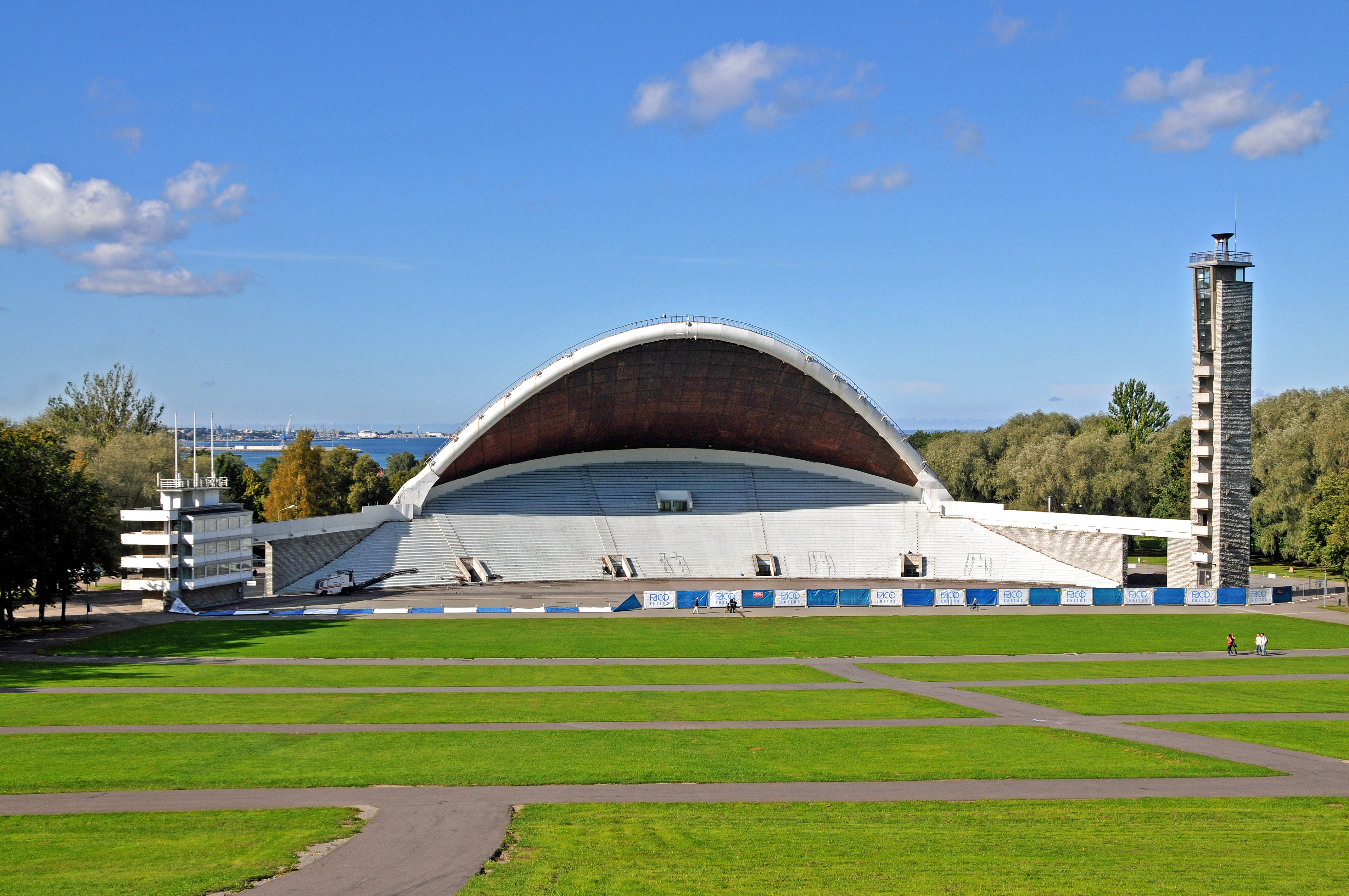
Sångarfältet